# Лауретсульфат натрия
Лауретсульфат натрия (Лаурет) (англ. sodium laureth sulfate) — детергент, поверхностно-активное вещество. Представляет собой амфифильное вещество, применяющееся при производстве большинства моющих средств, шампуней, зубной пасты, косметики для образования пены.
Действует менее раздражающе, чем лаурилсульфат натрия, но приводит к более сильному высушиванию, которого можно избежать при тщательном смывании.
Некоторые продукты, содержащие лауретсульфат натрия, могут иметь примеси диоксана-1,4 (до 279 ppm). Food and Drug Administration США рекомендует следить за уровнем этих примесей.